# 鹦哥花
鹦哥花（学名：Erythrina arborescens）为豆科刺桐屬下的一个种。

## 扩展阅读
- 維基物種上的相關：鹦哥花